# Кениг, Лия
Ли́я Ке́ниг (ивр. ליא קניג‎; род. 30 ноября 1929, Лодзь, Польша) — израильская актриса, которую часто называют «Первой леди израильского театра».

## Биография
Лия Кениг родилась 30 ноября 1929 года в Лодзи, Польша, в светской еврейской семье. Её родителями были идишские актёры Дина Кёниг и Йосеф Камен. Она провела свое детство в Польше, затем в Ташкенте, в Узбекской ССР. Её отец был убит во время Холокоста. В конце 1940-х Кениг со своей матерью эмигрировала в Румынию, где начала учиться в Национальном университете искусств в Бухаресте и дебютировала в еврейском театре. В 1961 году она эмигрировала в Израиль.
Исполняя роли в основном на иврите, Кениг выступает в Израиле и по всему миру также в театрах на идише.